# Katarinia consanguinea
Katarinia consanguinea är en skalbaggsart som beskrevs av Holzschuh 2006. Katarinia consanguinea ingår i släktet Katarinia och familjen långhorningar. Inga underarter finns listade i Catalogue of Life.